# Dopravní majáček

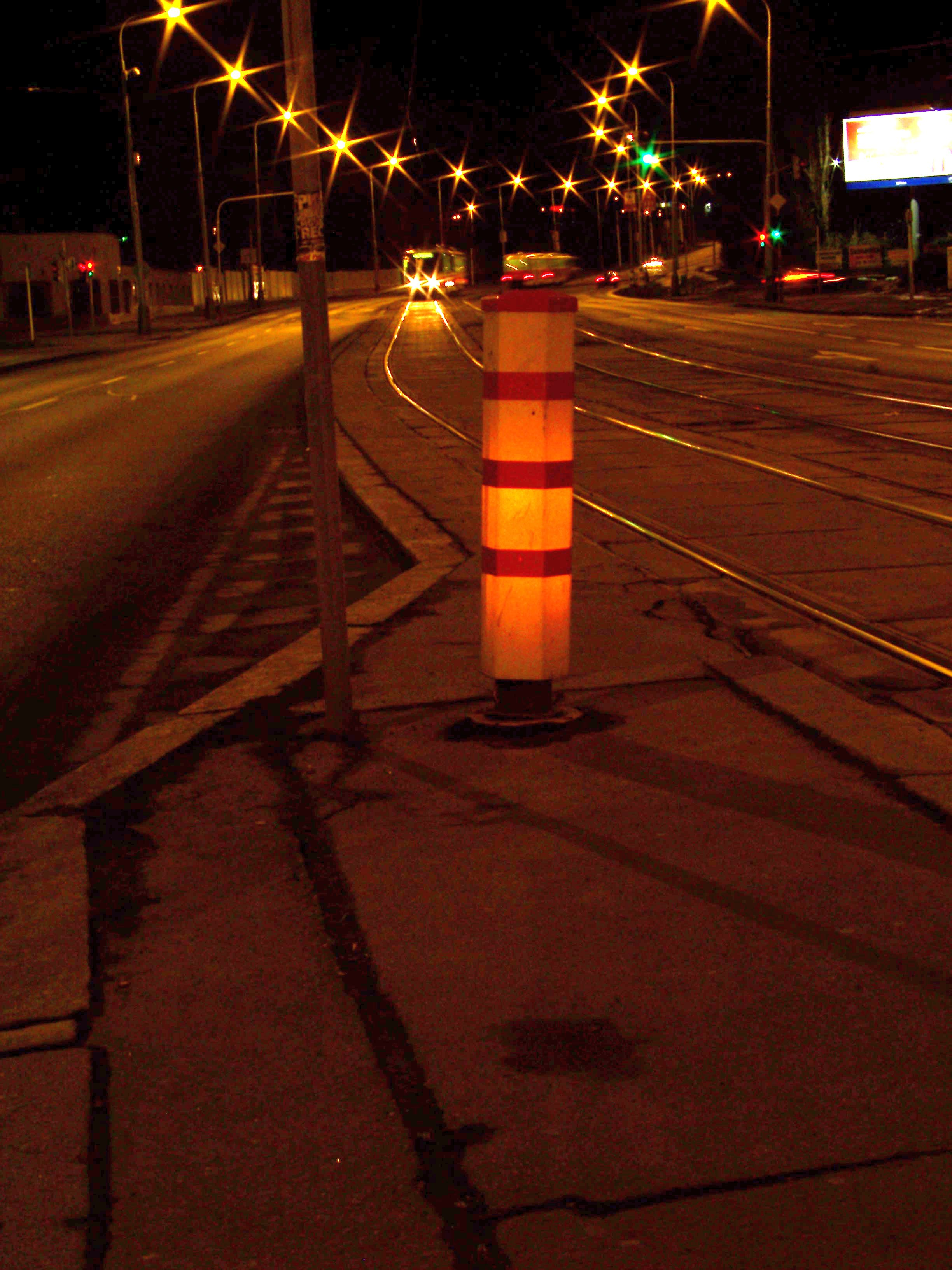
Světelný majáček na konci nástupiště tramvajové zastávky v Praze

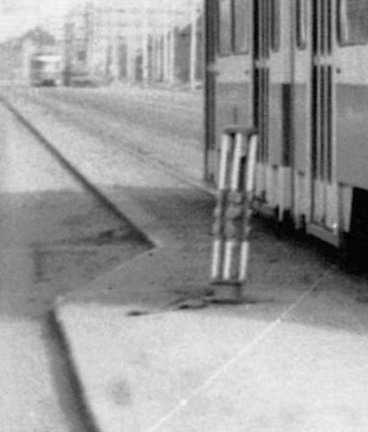
Světelný majáček typický pro 80. léta v Praze.

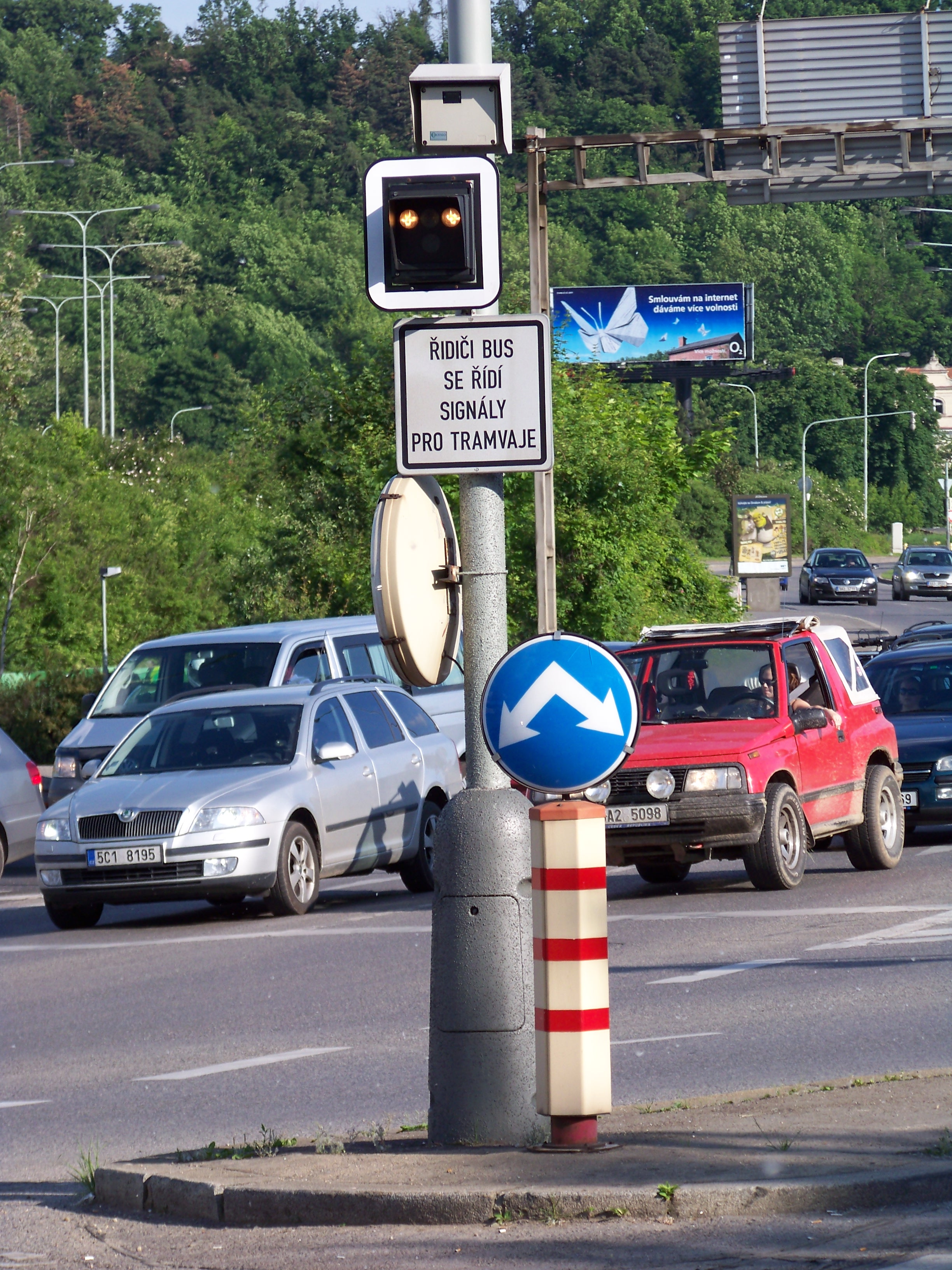
Světelný majáček se značkou přikázaného směru objíždění na dopravním ostrůvku v křižovatce v Praze-Braníku

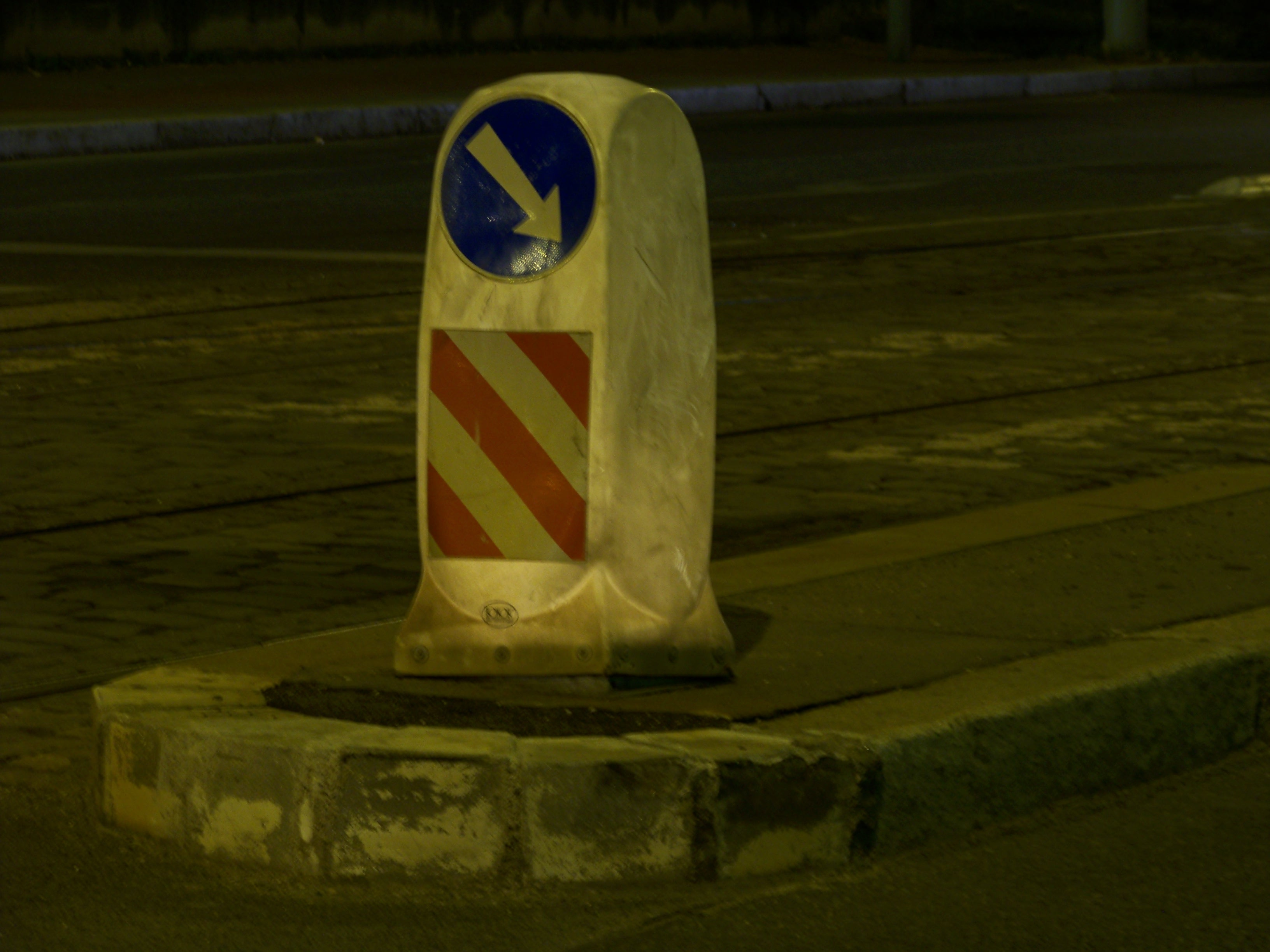
Novější verze světelného majáčku

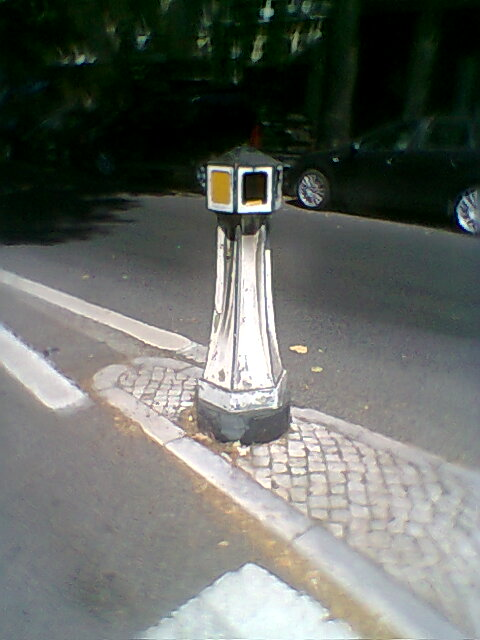
Historický světelný majáček v Portugalsku

Dopravní majáček, někdy nazývaný výstražný majáček, je dopravní zařízení určené k označení dopravních ostrůvků, zejména tramvajových nástupních ostrůvků, a podobných míst, například zastávkových mysů, začátku dělicího pásu, rozšíření tramvajového pásu atd. Konstrukčně jsou tato zařízení navrhována tak, aby při střetu s vozidlem byla snadno deformovatelná a způsobila tak na vozidle co nejmenší škodu. Obvykle jsou tato zařízení na povrchu vybavena reflexními prvky. Standardně jsou vybaveny vlastním světelným zdrojem a prosvětlované, světelný zdroj se dříve umisťoval přímo do tělesa majáčku, u novějších deformovatelných majáčků je často umístěn v základně pod úrovní vozovky a svítí směrem dovnitř do majáčku. Světelná varianta dopravního majáčku bývá označována například světelný výstražný majáček, světelný majáček apod. Často jsou však instalovány i nesvětelné verze majáčků, jimiž se ovšem stávají i světelné majáčky v případě kabelové poruchy nebo jinak zanedbané údržby. Na novějších typech majáčků bývají formou samolepky či nějaké formy potisku vyobrazeny symboly dopravních značek (přikázaný směr objíždění) a dopravních zařízení typu značky (směrovací deska, vodicí tabule, výstražná deska či jejich obdoby). 

## Použití na tramvajových zastávkách v Československu a Česku
V roce 1970 byla vydána Pravidla technického provozu městských drah. Ta v § 13, týkajícím se zastávek, v bodě 10 stanovila, že nástupní ostrůvek a nástupiště na tramvajovém pásu musejí být na konci označeny světelným výstražným majáčkem, který na sobě musí mít vodorovné červenobílé pruhy a do výše 0,5 m od vozovky červené odrazky nebo odrazová skla.
Československá oborová norma ON 73 6425 „Zastávky městské hromadné dopravy“ ze 14. září 1976, účinná od 1. srpna 1978, v bodě 101 stanovila, že světelný výstražný majáček nebo výstražná deska, označující konec zastávky, se umístí na všech zastávkách s nástupním ostrůvkem nebo nástupištěm, které je součástí zvýšeného tramvajového pásu nebo pruhu, a to ve smyslu čl. 92 (tj. nejméně 1,90 m od osy koleje a nejméně 0,50 metru od obrysu silničních vozidel) a 0,50 metru od konce zastávky, přičemž náběh se nezapočítává. Na ostatních zastávkách se měly umisťovat jen tehdy, vyžaduje-li to bezpečnost silniční nebo tramvajové dopravy nebo bezpečnost cestujících nebo chodců. Světelný výstražný majáček i výstražná deska musely být vybaveny červenými odrazkami nebo odrazovými skly umístěnými ve vodorovných pruzích a jejich výška nesměla být větší než 1000 mm. Bylo-li nutno na výstražný majáček nebo výstražnou desku umístit dopravní značku „Přikázaný směr objíždění“, muselo být její upevnění provedeno tak, aby majáček nebo výstražnou desku nezakrývala. Doporučený tvar majáčku byl vyobrazen v příloze č. 5, tvar výstražné desky byl stanoven v příloze č. 6.
Od roku 1995 česká norma ČSN 73 6425 použití světelného výstražného majáčku zmiňuje i nadále, avšak neobsahuje již vyobrazení jeho podoby. 
ČSN 73 425-1 „Autobusové, trolejbusové a tramvajové zastávky, přestupní uzly a stanoviště – Část 1: Navrhování zastávek“ z května 2007 v bodě 7.4.1 (v rámci kapitoly 7.4 Označení nástupních ostrůvků) stanoví, že na zadní části samostatných nástupních ostrůvků (sousedících s jízdním pásem pro automobilový provoz) se umisťuje směrovací deska Z4, která může být doplněná dopravní značkou C4 a/nebo dopravní majáček podle zvláštních předpisů (s odkazem na TP 65). U nástupních ostrůvků, na kterých navazuje v zadní části přechod s rampovým přístupem na nástupištěm, se navrhuje ochranný ostrůvek s dopravním zařízením (směrovací deska nebo dopravní majáček) a v takovém případě se konec nástupiště dopravní značkou nevyznačuje. Dopravní zařízení se umisťuje 0,50 m od konce a 0,60 m od vnější hrany nástupiště nebo nástupního ostrůvku a nesmí zasahovat do hmatových úprav pro zrakově postižené. Dopravní majáček musí vyhovovat ČSN EN 12899-2 a zvláštním předpisům (odkaz na TP 174). Norma dále zmiňuje „dopravní majáček“ v bodě 7.3.2 v rámci definice „konce nástupiště tramvají“, podle níž konec nástupiště tramvají je obvykle 0,5 m za koncem nástupní hrany a konec nástupní hrany je v úrovni kolmice k ose vyznačeného prostoru zastávky (tramvajové trati) v místě umístění výstražné směrovací desky nebo dopravního majáčku na zastávce, která má vyznačen obvod dráhy, nebo v místě umístění dopravní značky č. C4a, b, c  nebo dopravního majáčku na nástupním ostrůvku. V bodě 7.3.5, který se týká šířky nástupiště nebo nástupního ostrůvku, je pak stanoveno, že pro umístění označníku, dopravního majáčku a směrovací desky neplatí zachování stanovené nejmenší volné šířky pro průchod. V bodě 7.3.10 je stanoveno, že dopravní majáček nebo směrovací deska se umisťují mimo hmatové úpravy.
Dopravní a návěstní předpis D 1/2 Dopravního podniku hl. m. Prahy a. s. z 21. května 1987, platný od 1. listopadu 1987, v § 9 bodu 1 říkal: „Každá zastávka je na začátku zastávkového prostoru označena označníkem zastávky. Konec zastávkového prostoru je označen výstražným majáčkem, deskou nebo dopravní značku D 29b dle vyhlášky FMV č. 100/1975 Sb.“ V novějších verzích předpisu téhož názvu a čísla, tedy ve verzi účinné od 1. března 1998 v § 2 bod 21 a ve verzi účinné od 1. dubna 2012 v § 2 bodu 19, už není výstražný majáček výslovně zmiňován, ale píše se tam obecněji: „Prostor zastávky je místo od označníku zastávky po označení konce zastávky. Označení je provedeno dopravní značkou nebo jiným dopravním zařízením. Není-li konec zastávky vyznačen, rozumí se prostorem zastávky délka nástupní hrany nástupiště. Nelze-li prostor zastávky vymezit dle předchozích ustanovení tohoto odstavce, rozumí se jejím prostorem vzdálenost do 30 m od označníku zastávky.“

## V československých a českých pravidlech silničního provozu
Světelné a výstražné majáčky byly v období od 1. ledna 1976 do 30. ledna 2001 dopravními zařízeními ve smyslu pravidel silničního provozu. 
V § 36 odst. 15 vyhlášky ministerstva vnitra ČSSR č. 80/1966 Sb. ještě nebyly majáčky zmiňovány. Definice dopravních zařízení tehdy zněla: „Dopravními zařízeními jsou zejména světelná zařízení určená k řízení provozu, odrazovky vyznačující okraj silniční koruny, směrové desky v nebezpečných zatáčkách, dopravní kužele určené k vymezení jízdních pruhů a označení vnějších a vnitřních okruhů ( § 38 odst. 3).“
Vyhláška federálního ministerstva vnitra 100/1975 Sb. uváděla v definici dopravního zařízení v § 37 odst. 6 výčet, co zejména je dopravním zařízením. Pod písmenem b) zde byly uvedeny „výstražné a světelné majáčky označující ostrůvky ve vozovce, popřípadě překážky silničního provozu“. 
Podle § 47 vyhlášky č. 99/1989 Sb., kde je vyjmenováno, co zejména je dopravními zařízeními, byly pod písmenem h) uvedeny „výstražné a světelné majáčky označující dopravní ostrůvky, popřípadě překážky silničního provozu“. V § 37 vyhlášky č. 99/1989 Sb., pojednávající o překážkách silničního provozu, se hovoří o „výstražném světelném majáku“ jako jedné z možností označení překážky. 
Ve vyhlášce 30/2001 Sb. ani následující vyhlášce již majáček v definici dopravního zařízení zmíněn není. 
Pravidla silničního provozu požadavky na podobu a provedení majáčků nikdy blíže nespecifikovala. 

## Technické požadavky
Technické požadavky původně stanovila Pravidla technického provozu městských drah z roku 1970 v § 13, poté ON 73 6425 „Zastávky městské hromadné dopravy“ ze 14. září 1976 v bodě 101 a příloze č. 5. 
V současné době je stanoví (bez zřejmého zákonného zmocnění) TP 174 Zásady pro používání dopravních majáčků a údajně též TP 65 Zásady pro dopravní značení na pozemních komunikacích. 
TP 174 z roku 2013 stanoví zásady pro používání dopravních majáčků na pozemních komunikacích a obsahují rozdělení dopravních majáčků a uvádějí zásady pro jejich použití a umístění. Zde se uvádí, že pro prosvětlované dopravní majáčky platí harmonizovaná ČSN EN 12899-2 Stálé svislé dopravní značení část 2: Prosvětlované dopravní majáčky. Dopravní majáčky jsou podle těchto TP stanovené výrobky ve smyslu zákona č. 22/1997 Sb., o technických požadavcích na výrobky, přičemž posuzování shody u prosvětlovaných majáčků se provádí podle nařízení vlády č. 190/2002 Sb., u neprosvětlovaných majáčků podle nařízení vlády č. 163/2002 Sb. ve znění nařízení vlády č. 312/2005 Sb. Pro tyto majáčky TP přebírají z ČSN EN 12899-2 požadavky na rozměry a tvar, optickou účinnost, mechanickou pevnost, odolnost proti vlivům prostředí a zkušební postupy.  TP 174 uvádějí, že provedení a používání dopravních majáčků na pozemních komunikacích schvaluje ministerstvo dopravy ve smyslu § 124 zákona č. 361/2000 Sb.
Dopravní majáček je v TP 174 definován jako dopravní zařízení umístěné na pozemní komunikaci, určené k varování řidičů před překážkou, zpravidla pro označení dopravního ostrůvku. Dopravní majáčky jsou určeny k umisťování na nástupní ostrůvky zastávek veřejné hromadné dopravy, na dělicí ostrůvky na přechodech pro pěší a na místech pro přecházení, a není vhodné je umisťovat těsně před pevnou překážku, např. před sloup veřejného
osvětlení. Majáček nesmí být přemístitelný.  
Dopravní majáčky jsou v TP 174 děleny: 
- podle optické účinnosti: na prosvětlované a neprosvětlované (pouze retroreflexní)
- podle konstrukce a provedení činné plochy: na prosvětlované (typ 1 a 2) a neprosvětlované (pouze typ 1)
- podle chování při nárazu vozidla na majáček: na tuhé, oddělitelné, výchylné a deformovatelné (u prosvětlovaných všechny 4 varianty, u neprosvětlovaných jsou přípustné pouze deformovatelné). Výchylné se po nárazu vozidla mají vrátit do původní polohy, deformovatelné se mají vrátit do původního tvaru. Doporučeny jsou výchylné a deformovatelné majáčky.

Plastový majáček při zlomení nesmí vytvářet ostré hrany a rohy. 
Mezi prosvětlované dopravní majáčky se řadí jak zcela, tak částečně prosvětlované majáčky. Rozlišován je typ 1 (těleso s hlavou), který obsahuje jednu nebo více dopravních značek nebo symbolů dopravních značek a ty jsou součástí majáčku, a typ 2 (těleso), „zpravidla ve tvaru sloupu působící samostatně“, který nese jednu nebo více dopravních značek, ale ty nejsou součástí majáčku. U neprosvětlovaných majáčků se připouští pouze typ 1. 
Pro části majáčku zavádějí TP 174 pojmy: 
- symbol dopravní značky: provedení dopravní značky umístěné na dopravním majáčku velikostí menší než zmenšené
- základna: část dopravního majáčku, která je určena k upevnění tělesa majáčku
- těleso: část dopravního majáčku typu 1 mezi hlavou a základnou nebo horní část dopravního majáčku typu 2 nad základnou jako celek
- hlava: horní část dopravního majáčku typu 1, na které je umístěna dopravní značka nebo symbol dopravní značky, včetně oblasti nejvíce 50 mm pod značkou nebo symbolem dopravní značky

Dále jsou definovány pojmy celkový výška, hloubka, šířka, plocha průmětu. základová čára. 
Dopravní majáčky neprosvětlované musí být zřetelně, trvanlivě a viditelně označeny výrobním štítkem, který obsahuje: číslo a rok vydání TP, měsíc a poslední dvojčíslí roku výroby dopravního majáčku, jméno a obchodní značku nebo jiný prostředek k identifikaci výrobce, název výrobku, odpovídající klasifikaci výrobku (funkční třídy). Značení nesmí být provedeno na čelní ploše nebo na odstranitelných součástech, které lze vyměnit. Dopravní majáček musí být navržen tak, aby kromě umývání nevyžadoval údržbu. Na prosvětlované dopravní majáčky stanoví obdobné požadavky příslušná harmonizovaná norma. 
Náčrty v TP 174 zobrazují majáčky různých tvarů, typ 1 s kruhovou, obdélníkovou a oválnou základnou, typ 2 s kruhovou nebo osmiúhelníkovou základnou.

## Typy a výroba
Tradičním pražským výrobcem a dodavatelem světelných majáčků je zejména společnost Eltodo a.s., navazující na někdejší městský podnik Elektropodnik. 
Předchozí typ byl tvořen bílou laťkovou konstrukcí opatřenou v červených pruzích červenými kulatými odrazovými skly, v níž byla vložena průsvitná fólie oranžové barvy. Výrobky pražského Elektropodniku, používané v Praze i některých dalších městech, byly vzhledově v podstatě totožné s vyobrazením v ON 73 6425 „Zastávky městské hromadné dopravy“ ze 14. září 1976.
Nejběžněji užívaný světelný majáček, který dodává od 80. let 20. století až dosud, nabízí pod typovým označením SS-3610. Spodní díl (podstavec) je odlitek z hliníkové slitiny s upevňovacími otvory a průchodkami pro napájecí vedení, je určen k zabudování do betonového základu pod povrch vozovky (válec o průměru 29 cm do hloubky 23 cm pod úrovní terénu) a obsahuje ochranný bezpečnostní transformátor s převodem 230/18 V. Horní díl tvoří šestiboká skořepina z bílého polystyrenu bílé barvy o průměru (resp. vzdálenosti protilehlých stěn) 24 cm a výšce 1,1 metru, na jejíchž bocích jsou nalepeny červené pásy z reflexní fólie, uvnitř je držák se třemi objímkami a žárovkami 24 V / 25 W, které majáček prosvětlují zevnitř. K podstavci je horní díl upevněn dvěma šrouby. V typové variantě SSZ–3600 je navíc na majáčku umístěna světelná dopravní značka „Přikázaný směr objíždění“ o průměru 50 cm, v níž jsou další dvě žárovky. Hmotnost základní verze majáčku je 40 kg, s dopravní značkou 43 kg.
Eltodo nabízí a stále dodává pouze tyto retro-majáčky. Majáčky odpovídající novým technickým podmínkám vyrábí řada jiných výrobců. 
V oblasti Jižní Moravy například společnost Honor pod typovým označením T03-01 s modifikacemi F, FL, YF či YFL (F značí retroreflexní grafiku místo zalisované, Y žlutou barvu korpusu místo bílé, L prosvětlené tělo neprosvětleného majáku), přičemž prosvětlené verze jsou opatřeny světelnou skříní se zdroji 3 × 23 W. Malý maják dodává pod typovými značkami G-01 a G-02 (bez směrovací desky Z4), žluté varianty GY-01 a GY-02. Podle referencí v katalogovém listu jsou umístěné například v Brně, Praze, Olomouci, Hradci Králové, Ostravě a řadě dalších měst. Ačkoliv slovní popis uvádí, že na majácích je symbol směrovací desky Z4, ve skutečnosti na variantách pro jednosměrné objíždění je pod značkou přikázaného směru objíždění symbol krátké vodicí tabule.
Společnost Hit Hofman s.r.o. z Psár má v nabídce prosvětlené pružné majáky PPM-60 a PPM-30 (světelný zdroj 3x žárovka E27 max. 23 W je v základovém rámu pod úrovní vozovky) a neprosvětlené NPM-60 a NPM-30. Hmotnost majáčku bez základového rámu je 18 kg.
Karlovarská společnost HAREX INVEST s. r. o. nabízí Prosvětlený pružný maják 600 mm cca za 18,4 tisíc Kč bez DPH, neprosvětlenou variantu cca za 14 tisíc Kč, menší Prosvětlený pružný maják 290 mm za 12,5 tisíce Kč a neprosvětlenou variantu za cca 8 tisíc Kč bez DPH. (Většina ostatních výrobců cenu veřejně neuvádí.) 
Společnost Značky Plzeň s.r.o. nabízí plastové majáčky ve dvou tvarových variantách, bez specifického typového označení.
Opavská společnost TKAREB nabízí pod názvem Pružné majáky rovněž Deformovatelný maják – malý a Deformovatelný maják – velký, obojí v bílé i žluté variantě.